# Plectranthus kamerunensis
Espèce
Synonymes
- Plectranthus aberdaricus T.C.E.Fr.[1]
- Plectranthus keniensis S.Moore[1]
- Plectranthus mannii Baker[1]
- Plectranthus sangerawensis Gürke[1]
- Plectranthus vicinus T.C.E.Fr.[1]

Plectranthus kamerunensis est une espèce de plantes à fleurs de la famille des Lamiaceae originaire d'Afrique.

## Description
Cette plante aux branches fleuries atteint environ 3 mètres de hauteur. Ses fleurs sont de couleur violette. 

## Habitat
Plante répandue au Kenya , au Cameroun, en Éthiopie, au Niger, en Tanzanie et en Ouganda.